# Supercluster

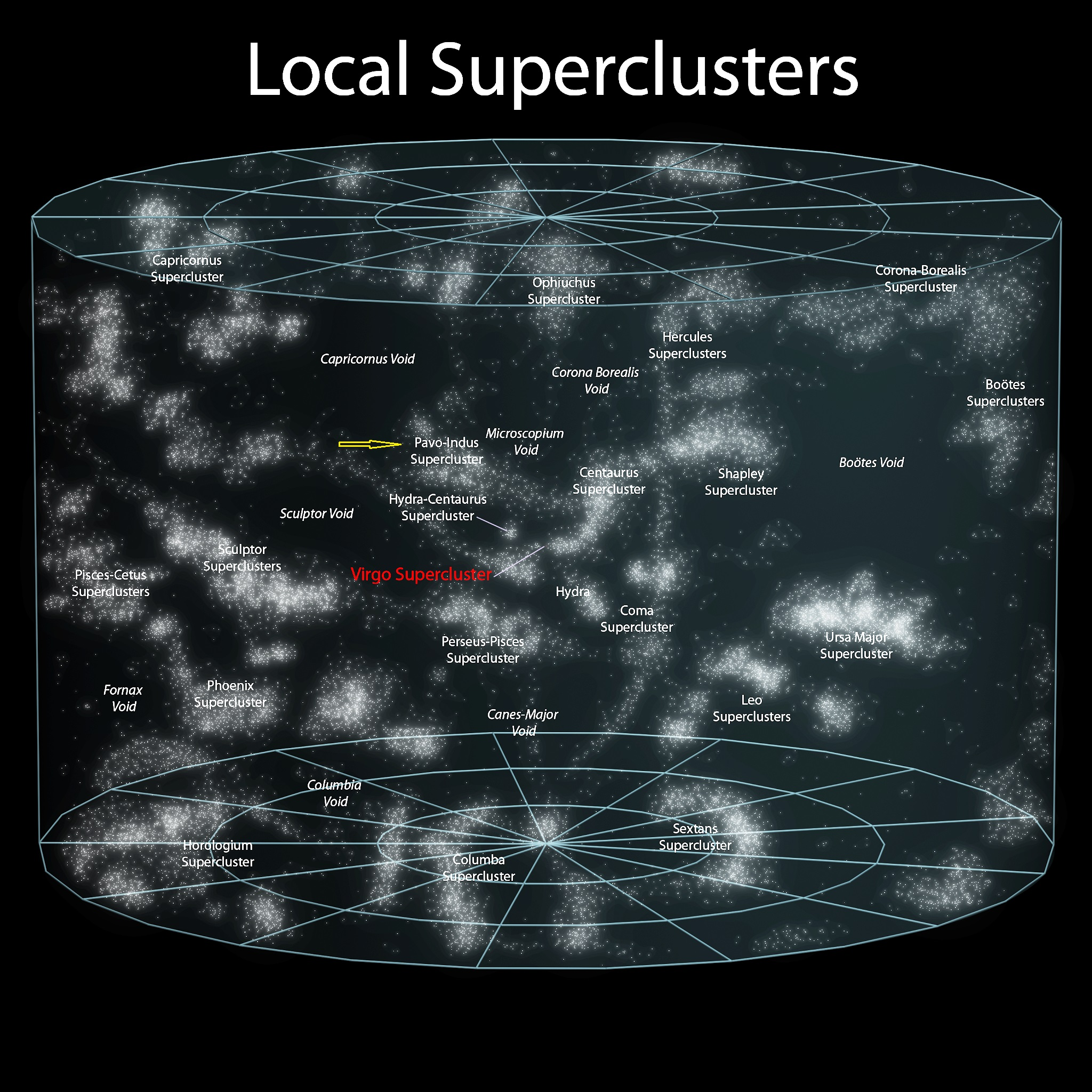
De locatie van nabije superclusters

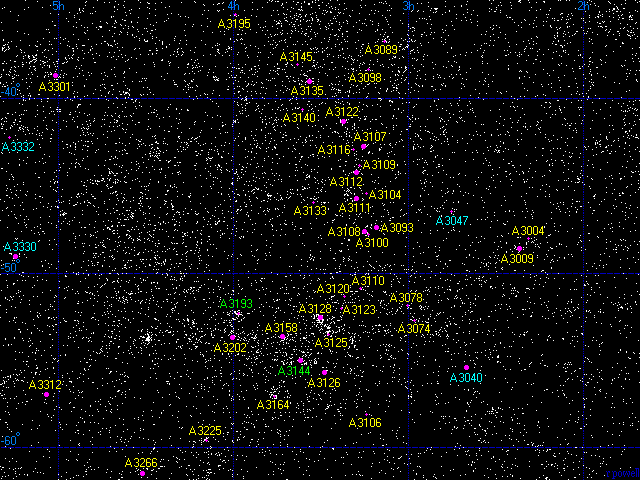
Kaart van de Horologium supercluster

Een supercluster is een groepering van clusters van sterrenstelsels. Tussen de superclusters bevinden zich grote ruimten waarin zich vrijwel geen sterrenstelsels bevinden, de superholtes.
De Amerikaanse sterrenkundige Gérard de Vaucouleurs (1918-1995) heeft de naam super-cluster of galaxies in 1958 bedacht. Reeds in 1953 opperde hij de mogelijkheid van het bestaan van een local supergalaxy. In 1961 vond George Ogden Abell aanwijzingen voor het bestaan van andere superclusters op basis van zijn catalogus van clusters.
In een eerder stadium van hun ontwikkeling worden ze proto-superclusters genoemd. Een voorbeeld is de Hyperion proto-supercluster die ontdekt is in 2018.

## Lokale Supercluster
De cluster van sterrenstelsels waarvan de Melkweg deel uitmaakt, heet de Lokale Groep. Deze lokale groep van sterrenstelsels maakt op haar beurt deel uit van de Canes Venaticiwolk, die meer dan 40 miljoen lichtjaar groot is. Samen met de massieve Virgocluster, die veel meer stelsels bevat dan de Canes Venaticiwolk, en enkele andere clusters vormt ze de Virgosupercluster of Lokale Supercluster, die meer dan tienduizend sterrenstelsels omvat. Deze is enigszins afgeplat en ongeveer 150 miljoen lichtjaar lang en is er maar een van de vele. De naastliggende superclusters zijn onder meer de Perseus, Pavo, Indus en de Hydra-Centaurus Supercluster. De Virgosupercluster is op zijn beurt weer onderdeel van de nog veel grotere supercluster Laniakea.
De Virgocluster die zich op een afstand van ongeveer 50 miljoen lichtjaar bevindt ligt in het centrum van de Lokale Supercluster. De zwaartekracht van de Lokale Supercluster vertraagt de beweging van naburige sterrenstelsels. De Virgocluster verwijdert zich van ons met een snelheid van ongeveer 1000 km/s, bij een ongestoorde uitdijing van het heelal zou dit ongeveer 1350 km/s zijn geweest.

## Grotere structuren
Superclusters zijn nog niet de grootste bekende structuren in het heelal. Een van de grootste structuren die men tot nu toe heeft kunnen vaststellen is de Grote Muur van Sloan. Ze wordt omgeven door enorme lege gebieden. Hiermee lijkt het heelal op een schuimbad, met lege zeepbellen omgeven door wanden van sterrenstelsels.

## Tabel van superclusters[5]
| SCl             | Naam supercluster                                                                                    | Coordinaten (Epoche 2000.0) |
| --------------- | --- | --------------------------- |
| SCl 3           | Pegasus-Pisces supercluster                                                                          | 0:08 / +5°30'               |
| SCl 4           | Aquarius supercluster (= SCl 205)                                                                    | 0:10 / -18°01'              |
| SCl 9           | Sculptor supercluster                                                                                | 0:31 / -29°49'              |
| SCl 10          | Pisces-Cetus supercluster                                                                            | 0:33 / -21°00'              |
| SCl 30          | Pisces-Aries supercluster                                                                            | 1:34 / +17°45'              |
| SCI 34          | Cetus A supercluster                                                                                 | 1:53 / -1°42'               |
| SCl 40          | Perseus-Pisces supercluster                                                                          | 2:33 / +41°37'              |
|                 | MS 0302+17 supercluster                                                                              | 3:05 / +17°17'              |
| SCl 48 + SCl 49 | Horologium-Reticulum supercluster                                                                    | 3:19 / -50°02'              |
| SCl 53          | Fornax-Eridanus supercluster                                                                         | 3:31 / -32°18               |
| SCI 59          | Caelum supercluster                                                                                  | 4:43 / -33°30'              |
|                 | Columba supercluster                                                                                 |                             |
| SCl 72          | WSCG 37 supercluster                                                                                 | 6:59 / +69°42'              |
|                 | Lynx East supercluster = CIG J0849+4452                                                              | 8:48:58.8 / +44°51'53"      |
|                 | Lynx West supercluster = CIG J0848+4453                                                              | 8:48:34.8 / +44°53'41"      |
| SCl 88          | Sextans supercluster = PHG 1 supercluster                                                            | 10:24 / -8°24'              |
| SCl 91          | Leo-Sextans supercluster / Vela supercluster                                                         | 10:53 / +2°44'              |
| SCl 93          | Leo supercluster                                                                                     | 11:06 / +22°30'             |
| SCl 98          | PHG 5 supercluster = WSCG 22 supercluster                                                            | 11:31 / -4°54'              |
| SCl 100         | Leo A supercluster                                                                                   | 11:37 / -2°46'              |
| SCl 107         | Leo-Virgo supercluster                                                                               | 11:46 / +9°36'              |
| SCl 109         | Ursa Major supercluster = BSCG 8 supercluster = PHG 6 supercluster = WSCG 2 supercluster             | 11:51 / +54°42'             |
| SCl 111         | Virgo-Coma Berenices supercluster                                                                    | 12:04 / +9°00'              |
| SCl 114         | Draco supercluster                                                                                   | 12:10 / +64°01'             |
| SCl 117         | Coma Berenices supercluster = Coma-A 1367 supercluster = BSCG 10 supercluster = WSCG 27 supercluster | 11:23 / +23°54'             |
| SCl 124         | Shapley supercluster = Shapley concentration                                                         | 13:06 / -33°04'             |
| SCl 126         | N 152 supercluster                                                                                   | 13:06 / -2°34               |
| SCl 128         | Hydra-Centaurus supercluster                                                                         | 13:14 / -33°18'             |
|                 | Ophiuchus supercluster                                                                               | 13:25 / -30°00'             |
| SCl 133         | WSCG 31 supercluster                                                                                 | 13:39 / +56°38'             |
| SCl 136         | BSCG 11 supercluster = WSCG 32 supercluster                                                          | 13:47 / +3°24'              |
| SCl 138         | Bootes supercluster                                                                                  | 14:01 / +25°09'             |
| SCl 150         | Bootes A supercluster                                                                                | 14: 56 / +20°53'            |
| SCl 158         | Corona Borealis supercluster = WSCG 1 supercluster                                                   | 15:25 / +29°30'             |
| SCl 160         | Hercules supercluster = BSCG 15 supercluster = PHG 9 supercluster = WSCG 5 supercluster              | 15:47 / +18°12'             |
| SCl 162         | PHG 11 supercluster                                                                                  | 16:10 / +51°28'             |
| SCl 168         | PHG 12 supercluster = WSCG 18 supercluster                                                           | 17:21 / +77°51'             |
| SCl 174         | Microscopium supercluster                                                                            | 20:36 / -34°48'             |
| SCl 188         | Aquarius-Cetus supercluster                                                                          | 21:53 / -13°09'             |
|                 | Pavo-Indus supercluster = Rowan-Robinson 68                                                          | 21:53 / -5°40'              |
| SCl 189         | Aquarius-Capricornus supercluster                                                                    | 21:54 / -19°30'             |
| SCl 192         | Grus-Indus supercluster                                                                              | 21:24 / -55°00'             |
| SCl 193         | Aquarius B supercluster                                                                              | 22:04 / -9°39'              |
| SCl 197         | Grus supercluster                                                                                    | 22:28 / -51°02'             |
| SCl 205         | = SCl 4 (Aquarius supercluster)                                                                      |                             |
| SCl 208         | Piscis Austrinus supercluster                                                                        | 23:15 / -41°43'             |
| SCl 210         | Aquarius A supercluster                                                                              | 23:24 / -10°18'             |
| SCl 211         | Perseus-Pegasus A supercluster = PHG 22 supercluster                                                 | 23:29 / +15°34'             |
| SCl 213         | Pegasus-Pisces B supercluster                                                                        | 23:36 / +22°10'             |
|                 | Saraswati supercluster                                                                               | 23:37 / +0°16'              |
| SCl 215         | Perseus-Pegasus B supercluster                                                                       | 23:45 / +27°42'             |
| SCl 257         | Draco-Ursa Major supercluster                                                                        | 10:50 / +75°18'             |

## Zone of avoidance (Z.O.A.)
Op R.K. 6:51 (Rechte Klimming 6h 51m, Epoche 2000.0) snijdt de galactische evenaar de hemelevenaar, wat er voor zorgt dat in dit equatoriale gebied van de hemel, ter hoogte van het sterrenbeeld Monoceros (Eenhoorn) er betrekkelijk weinig supergroeperingen van sterrenstelsels kunnen worden waargenomen, te wijten aan de Z.O.A. (Zone of avoidance) veroorzaakt door de Melkweg die, vanaf de Aarde gezien, de achtergrond van het universum blokkeert. Hetzelfde doet zich voor op R.K. 18:51 in het galactisch gebied van het sterrenbeeld Aquila (Arend)  .